# Olivia Teroba
Olivia Teroba, nombre artístico de Olivia Meneses Teroba (Tlaxcala, 1988) es una escritora mexicana. Ha ganado distintos premios estatales y nacionales de literatura, principalmente por su obra Un lugar seguro.

## Trayectoria
Estudió Comunicación en la Benemérita Universidad Autónoma de Puebla (BUAP) y Lengua y Literaturas Hispánicas en México en la Universidad Nacional Autónoma de México (UNAM). Fundadora de Amable, editorial independiente y autogestiva que promueve las obras de artistas gráficos y escritores emergentes. Fue becaria del Programa de Estímulo a la Creación y Desarrollo Artístico PECDA Tlaxcala 2013; de la Fundación para las Letras Mexicanas (2015-2017); y del Fondo Nacional para la Cultura y las Artes (2018-2019).

## Premios
- Concurso de Crítica Teatral Criticón/Teatro UNAM - primer lugar[3]
- Concurso Estatal de Cuento Beatriz Espejo 2013 - primer lugar[3]
- Concurso Latinoamericano de Cuento Edmundo Valadés 2016 - primer lugar[3]
- Premio Nacional de Literatura Joven Salvador Gallardo Dávalos 2019 - primer lugar[3]
- Premio Estatal de Ensayo Emmanuel Carballo, 2020[4]
- Premio Narrativa Casa Wabi-Dharma Books, 2021, por la novela Pequeñas manifestaciones de luz[5]

## Recepción
Su obra Un lugar seguro fue comparado por la investigadora Caroline Tracey con la narrativa de Virginia Woolf, particularmente Un cuarto propio " para imaginar una nueva literatura —y una nueva política— basada en cuidado y en la confianza". Tracey establece que la narrativa de Teroba tiene nexos con autoras como Clarice Lispector, Elena Garro, Marguerite Duras, Sylvia Plath y Nellie Campobello. María José Andrade Gabiño para Lado B reseñó que Un lugar seguro revisa desde la literatura las nociones de autocuidado y la ternura de una persona que vive en un entorno de violencia como el que se vive en México en 2020 con recursos creativos como conjuntar referencias como relacionar la canción Pumped up kicks de Foster the people y la obra de Nellie Campobello. En un ensayo a un año de la obra Un lugar seguro, la ensayista Andrea Muriel extiende el mapa de influencias de Teroba a autoras como Yolanda Oreamuno, Emily Dickinson, Josefina Vicens, Koleka Putuma y Jessa Crispin y reivindica la labor creativa de la autora favoreciendo a otras escritoras mujeres "en vez de la salida fácil que es reconocerse en escritores muy famosos y, hombres". En tanto Mariana Orantes reseña la obra en la Enciclopedia de la Literatura en México como una revelación de una preocupación de muchas personas: la pertenencia. "La lectura de estas piezas participa del acto íntimo de la autora, de su vivencia y su escritura, que se replica de forma simétrica en la preocupación humana por encontrar un espacio, real o metafórico, que nos dé refugio: la búsqueda de un lugar seguro", reflexionó Orantes.

## Obras
- Un lugar seguro (Paraíso Perdido, 2019).
- Respirar bajo el agua (Paraíso Perdido, 2020).
- Pequeñas manifestaciones de luz (Dharma Books, 2021)[10][11]
- El fin del mundo y el inicio (Overol, 2022)
- Todo lo que no ocurre (Aguaviva, 2024)
- Dinero y escritura (Sexto Piso, 2024)